# Anders Widmark featuring Sara Isaksson
Anders Widmark featuring Sara Isaksson från 2002 är det första studioalbumet av Anders Widmark och Sara Isaksson.

## Låtlista
Låtarna är skrivna av Anders Widmark om inget annat anges.
1. To Open Up My Heart (Anders Widmark/Andreas Lindahl) – 4:09
2. Holly Hannah (Anders Widmark/Steve Dobrogosz) – 3:37
3. Oblivion (Anders Widmark/Steve Dobrogosz) – 3:39
4. Twelve Years [instrumental] (Anders Widmark) – 2:25
5. I Was Dreaming (Anders Widmark/Maria Wande/Maria Björneberg) – 4:13
6. Sixteen Weeks – 3:08
7. Say Hello to Maria [instrumental] – 2:44
8. You Don't Have to Say (Anders Widmark/Steve Dobrogosz) – 4:39
9. December's Sea [instrumental] – 3:04
10. Kamala's Longing [instrumental] – 4:02
11. Holly Hannah [instrumental] – 4:26

## Medverkande
- Anders Widmark – piano
- Sara Isaksson – sång (1–3, 5–6, 8)
- Johan Norberg, Peder af Ugglas – gitarr
- Håkan Nyqvist, Joakim Milder, Peter Asplund, Sven Berggren – blåsinstrument
- Anna Wallgren, David Björkman, Jakob Ruthberg, Josef Cabrales-Alin, Peter Olofsson, Roland Kress, Torbjörn Helander – stråkar
- Fredrik Jonsson – bas (spår 1, 7)
- Mattias Welin – bas
- Jonas Holgersson – trummor
- Mikael Nilsson – slagverk
- André de Lange, Josefin Nygren – kör